# La Quinta Angustia (Gregorio Fernández)
La Quinta Angustia, también conocida como Nuestra Señora de la Piedad o la Piedad, es una obra realizada por Gregorio Fernández hacia 1625. Está ubicada en la Iglesia de San Martín de Valladolid (Castilla y León, España).

## Historia

### Origen
La imagen, actualmente de bulto redondo, fue concebida como un alto relieve y en origen ocupaba con carácter permanente el único nicho del retablo que presidía la Capilla de Nuestra Señora de la Soledad en la iglesia del Convento de San Francisco de Valladolid,: 122  demolido en 1837 con motivo de la desamortización. La procedencia de la pieza se conoce gracias al manuscrito de fray Matías de Sobremonte Historia inédita del convento de San Francisco (1660), donde además se adjudica la obra por vez primera a Fernández: «Está muy bien adornada de reja de hierro grande, y retablo que es en el espacio de columnas y frontispicio de estatura natural, una imagen de bulto de la Madre de Dios, con su hijo muerto en el gremio, que en nuestro idioma decimos regazo; es obra primorosísima del insigne Gregorio Fernández a lo que entendemos».: 187  Desde entonces la pieza sería asignada al escultor gallego en base a consideraciones estilísticas por diversos autores: Isidoro Bosarte en 1804, Cipriano Muñoz y Manzano en 1889-1894, Elías Tormo en 1912, Juan Agapito y Revilla en 1929 y Juan José Martín González: 123  en 1959 y 1980.

### Comisión
El matrimonio formado por Juan de Sevilla y Ana de la Vega fundó en la iglesia conventual una capilla en 1590, tal y como constaba en una inscripción: «Esta capilla es de Juan de Sevilla y doña Ana de la Vega, su mujer, y herederos, 1590». Al cabo de unos años, debido al casamiento de una descendiente de la familia Sevilla y Vega, el patronazgo fue transferido a Francisco de Cárdenas, señor de Valparaíso y Fresno de Carballeda, quien en torno a 1625 encargó La Quinta Angustia y hacia 1627 un retablo destinado a cobijar el grupo escultórico para que presidiese la capilla, hecho que debió contar con la plena aprobación por parte de la comunidad de franciscanos dado su gusto por las representaciones de escenas de la Pasión. Según documentación descubierta por Jesús Urrea en el Archivo Histórico Provincial de Valladolid, Xaques del Castillo fue el encargado de ensamblar el retablo mientras que del proceso de dorado se ocupó Diego de la Peña, quien además ejecutó la policromía de la Piedad bajo la estricta supervisión de Fernández.: 123  Existe la posibilidad de que tanto en la temática de la obra como en la elección del tallista tuviese influencia el grupo de La Sexta Angustia (entonces denominado El Descendimiento y procesionado en Semana Santa), elaborado por Fernández en 1616 para la Ilustre Cofradía Penitencial de Nuestra Señora de las Angustias y en el que el escultor presentó una Piedad muy innovadora, con las imágenes de Cristo y la Virgen talladas en un mismo bloque.

### Traslado
La Quinta Angustia, originalmente llamada Nuestra Señora de la Soledad por hallarse su primitiva capilla bajo esta advocación, se custodió en la iglesia franciscana hasta 1836, cuando con motivo de la desamortización los bienes del convento fueron confiscados, siendo algunos de ellos destruidos: 122  y otros almacenados en el Palacio de Santa Cruz, germen del futuro Museo Nacional de Escultura. A diferencia de un gran número de obras artísticas de varias iglesias y conventos que fueron a parar al por entonces recién fundado Museo Provincial de Bellas Artes de Valladolid, el grupo escultórico de Fernández fue reclamado por la familia Salcedo y Rivas en calidad de descendientes directos y herederos de la familia Cárdenas y Vega.: 122  Los Salcedo y Rivas ostentaban en aquel tiempo el patronato de la tercera capilla del lado del evangelio de la Iglesia de San Martín; esta capilla, bajo la advocación de San Ildefonso, fue fundada en 1622 por Alfonso Fresno de Galdo, quien llegaría a ocupar el cargo de obispo de Honduras además de poseer un palacio en la cercana calle del Prado. Emplazados el retablo y la escultura en la capilla propiedad de los Salcedo y Rivas,: 123  a causa de la enorme devoción que despertó en el barrio de San Martín el conjunto y su retablo fueron reubicados en un altar en el extremo derecho del crucero bajo el sacerdocio de Francisco Nieto en 1912, si bien ambas piezas terminarían siendo instaladas en la segunda capilla del lado del evangelio (actual Capilla de la Piedad), erigida entre 1694 y 1698 bajo el patrocinio de Gaspar Vallejo y cerrada con una reja realizada entre 1698 y 1701 por Bartolomé de Elorza (adyacente a ella se ubica la Capilla de San Juan Bautista, en cuya pila bautismal fue bautizado José Zorrilla en 1817). Este cambio de emplazamiento se produjo para dotar a la obra de Fernández de un lugar más digno y también debido a la instalación en la capilla de los Galdo de un retablo dedicado a San Juan de Sahagún,: 123  estando la capilla de Vallejo decorada con una cúpula de estilo barroco, obra de Manuel Izquierdo y Pablo Mínguez, y con yeserías policromadas las cuales muestran un apostolado en torno a la figura de la Inmaculada Concepción.

### Cofradía de Nuestra Señora de la Piedad
Con la reinstauración de las procesiones de Semana Santa y la recuperación de las cofradías históricas (sumado a la fundación de otras nuevas), labor llevada a cabo por el arzobispo de Valladolid Remigio Gandásegui desde 1920 con la ayuda de Agapito y Revilla y de Francisco de Cossío Martínez-Fortún, se tomó la decisión de dar un nuevo impulso a la Cofradía de la Piedad, creada en 1578 y restablecida definitivamente en 1924.: 124  En principio su sede canónica estuvo ubicada en la Iglesia del Rosarillo, si bien en 1937 sería trasladada a la Iglesia de San Martín debido a que en ella se custodiaba la talla de La Quinta Angustia, que al igual que su retablo no figura en los inventarios de enseres de la hermandad efectuados en 1803 y 1815. Considerada perdida a causa de la desamortización e identificada por Agapito y Revilla, la Piedad desfiló por vez primera en la Procesión de la Caridad en la Semana Santa de 1927, tras una autorización concedida por expreso deseo del ordinario de la diócesis y en sustitución de la Piedad de La Sexta Angustia, la cual no podía procesionar por orden del Estado en base a motivos de conservación. El 21 de diciembre de 1930 la hermandad asumió la tarea de convertir la obra de Fernández en su imagen titular y venerarla como tal, aunque en el Archivo Parroquial de San Martín no consta la existencia de ningún documento de cesión ni de venta de La Quinta Angustia a la cofradía (tan solo hay constancia para las ceremonias y las procesiones de la colaboración entre la parroquia y la hermandad, cuyos estatutos fueron aprobados por Gandásegui en 1934).: 124  Una vez establecida su función no solo como imagen titular sino también como paso procesional, en 1927 se procedió a tapar la sección posterior del manto de la Virgen, hueca debido a que la pieza fue concebida como alto relieve, construyéndose a su vez una carroza decorada con motivos florales. A mayores se añadió una cruz con ráfagas y cantoneras elaboradas en plata la cual fue instalada detrás del grupo escultórico y que en la actualidad cuenta con un sudario de tela suspendido del travesaño, incorporándose una diadema de tipo resplandor en la figura de la Virgen y tres potencias en la imagen de Cristo, todo ello elaborado también en plata. Durante algunos años, posiblemente a partir de 1938, La Quinta Angustia procesionó acompañada  en la misma carroza por las tallas de San Juan y María Magdalena procedentes del grupo de La Sexta Angustia, aunque ya había desfilado de esta forma en 1935 tal y como consta en una reseña del periódico El Norte de Castilla, manteniéndose esta composición aproximadamente hasta finales de la década de 1950 o principios de los años 1960.

### Nuevo traslado y pleito

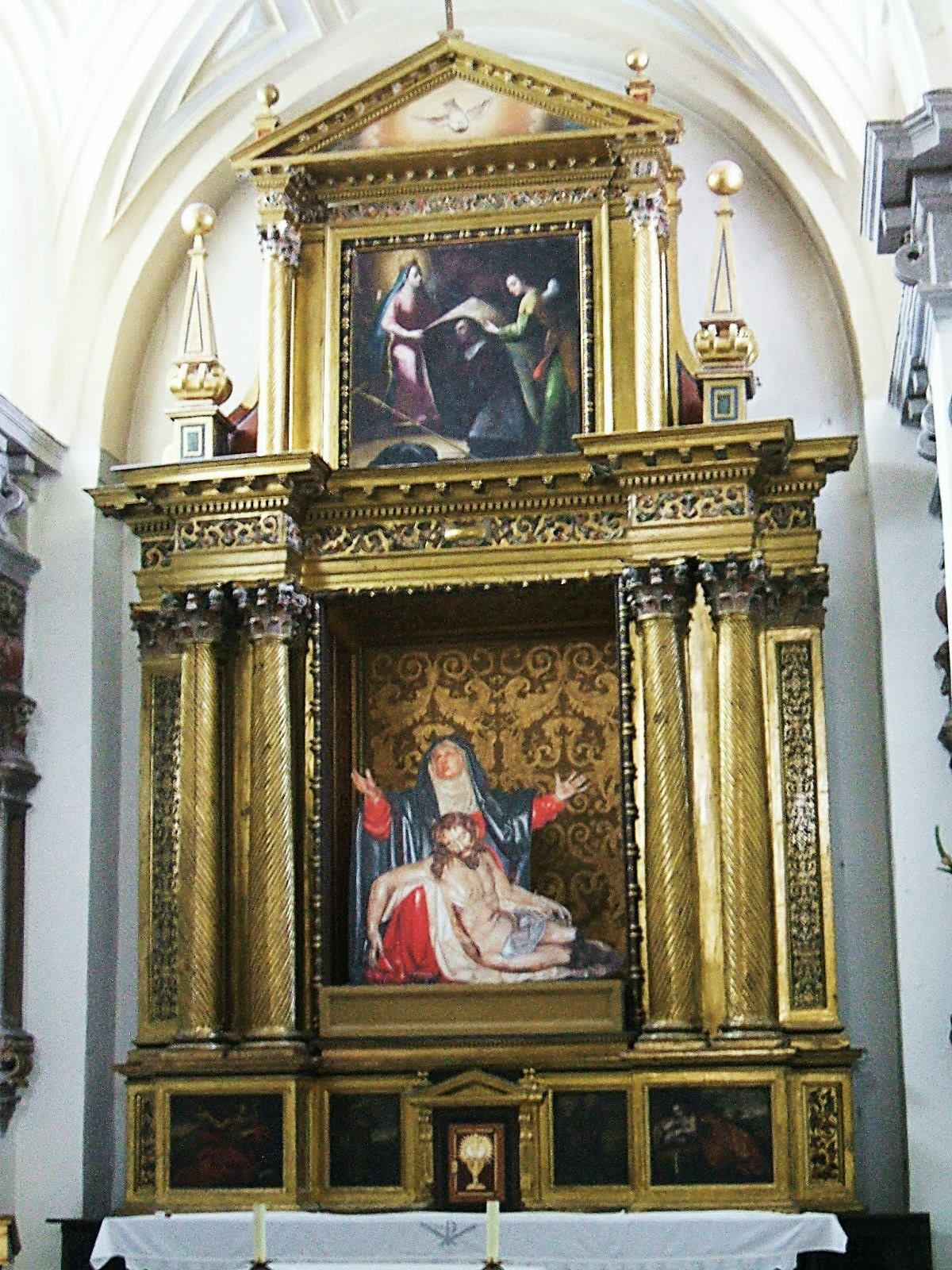
Fotografía de La Quinta Angustia colocada en su retablo por Alfonso Mieres (2008).

La Piedad experimentó un nuevo traslado tras un suceso que pudo haber supuesto su desaparición: el 15 de marzo de 1965 se produjo el derrumbe de las bóvedas barrocas de la nave y el crucero de la Iglesia de San Martín a causa del escaso mantenimiento del templo, si bien la imagen no sufrió ningún daño. Durante su estancia en San Martín tras el derrumbe, concretamente entre 1986 y 1987, los toscos repintes de la obra fueron eliminados a iniciativa de la cofradía, siendo la pieza nuevamente intervenida en 2004, momento en que gracias a una limpieza se pudo recuperar la policromía original. Por su parte, en 2001 comenzaron las labores de restauración del templo, siendo la talla trasladada el 1 de noviembre a la iglesia del cercano Convento de las Descalzas Reales y recayendo el cuidado de la misma en las monjas clarisas. En 2007, tras el fin de las tareas de rehabilitación, estaba previsto que La Quinta Angustia abandonase el convento y volviese a San Martín; la Junta de Gobierno de la Cofradía de la Piedad optó no obstante por no regresar la pieza a la que a nivel oficial seguía siendo su sede canónica debido a la excelente acogida que tenía en el convento y al deficiente estado tanto de la cúpula de la Capilla de la Piedad (afectada por la humedad) como del retablo (víctima de un ataque de xilófagos), por lo que el mismo quedó expuesto en la Iglesia de San Martín con la hornacina vacía. La decisión de la cofradía provocó un pleito de gran magnitud; la hermandad argumentaba que tenía derecho a decidir dónde ubicar la obra al ser su legítima propietaria, si bien no existía ningún documento que avalase tal circunstancia, mientras que a modo de protesta el párroco de la Iglesia de San Martín, Alfonso Mieres, colocó en el nicho del retablo una fotografía a tamaño natural de la Piedad sobre un soporte de cartón, instantánea que posteriormente sería retirada y emplazada en uno de los muros del templo. La cofradía solicitó sin éxito el cambio de sede canónica, mientras que el arzobispo de Valladolid Ricardo Blázquez decretó el regreso de la imagen a la Iglesia de San Martín, aunque los plazos para el cumplimiento de la orden fueron sobrepasados, debiendo intervenir el Consejo Pontificio para los Laicos. Un decreto emitido por el Vaticano en 2010 ordenó la vuelta del grupo escultórico a su sede canónica en San Martín, terminando el conflicto en octubre de 2011 con un acuerdo entre la cofradía y la parroquia. La Quinta Angustia regresó el 18 de diciembre a su retablo en la Capilla de la Piedad, donde recibe culto actualmente; el traslado se produjo en solemne procesión desde el Museo Nacional de Escultura y a través de la calle Angustias en medio de una gran multitud en la que se hallaban medio centenar de cofrades, entre ellos el presidente de la Junta Gestora Javier Cartón y los miembros de la hermandad Jesús García Ramos, jefe superior de la Policía, y Manuel Cabello, comisario, todos ellos engalanados con su hábito y capa tradionales en otomán negro, con la cruz roja escalonada, sin capirote. Con las mujeres ataviadas con mantilla blanca y al son de las gaitas y de la Banda de Cornetas y Tambores, la Piedad llegó a las puertas del templo, donde fue recibida por el arzobispo de Valladolid y los párrocos de San Martín además de dedicársele una Salve. Una vez dentro de la iglesia, varias cofrades dieron la bienvenida a la Virgen con un «¡Madre, ya estás en casa!», contando la ceremonia con una homilía de monseñor Blázquez y con la participación del Coro del Pilar además de la asistencia de otras cofradías invitadas al evento.

## Descripción

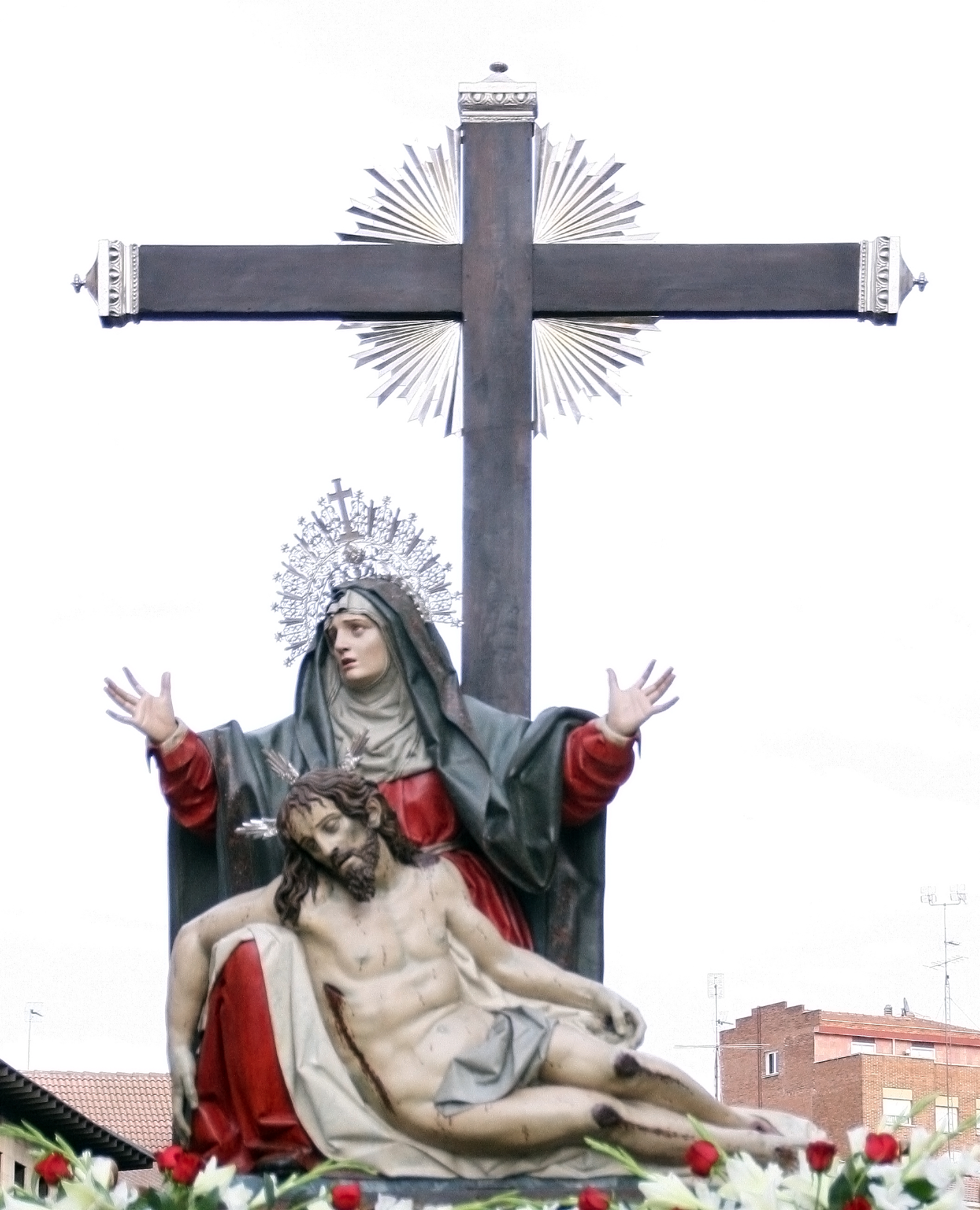
La Quinta Angustia en procesión durante la Semana Santa de 2009.

La talla constituye una reinterpretación de la tradicional iconografía del medievo siguiendo las premisas del Concilio de Trento. Este género apareció en los últimos años del siglo xiii como tema independiente y evolucionaría a comienzos del siglo xiv en algunos monasterios de la zona del Rin, teniendo una amplia difusión a lo largo de la centuria siguiente en el norte y el centro de Europa, sobre todo en Alemania y Francia. A su vez la iconografía sufriría importantes cambios gracias a místicos de la orden franciscana, destacando en este aspecto San Bernardino de Siena, quien plasmó en sus obras cómo imaginaba a María en la Pasión: llena se dolor a la vez que recordaba los momentos felices cuando mecía la cuna de su hijo. Igualmente decisivas fueron las aportaciones contenidas en las revelaciones de Santa Brígida de Suecia y en el libro Meditaciones sobre la vida de Cristo (siglo xiv), falsamente atribuido a San Buenaventura de Bagnoregio, con ambas fuentes ensalzando la figura de la Virgen y erigiéndola como corredentora en virtud de la tragedia vivida durante la crucifixión. Esta forma de mostrar a María con su hijo tuvo una gran difusión en Castilla a través de las rutas comerciales abiertas en el centro de Europa, si bien el modelo imperante experimentaría cambios mediante las reinterpretaciones llevadas a cabo por artistas locales, produciéndose la mayor variación en el siglo xvi con la llegada del Renacimiento y la necesidad de dotar a las imágenes de una mayor humanidad en base a proporciones realistas; todo esto quedaría convertido en una verdadera alegoría del dolor conocida como Compassio Mariae, cuyos mayores exponentes a nivel escultórico serían las creaciones en relieve y bulto redondo de Juan de Juni, quien llevó al plano artístico este tema de la pasión en diferentes materiales, como barro, madera y piedra.
En el grupo de Fernández, de 146 cm de alto y 202 cm de ancho, la Virgen, muy similar a la Dolorosa tallada por el artista gallego para el paso procesional de El Descendimiento (1623-1624) e inspirada en la Piedad obra de Francisco del Rincón entre 1602 y 1604 que corona el retablo mayor de la Iglesia de Nuestra Señora de las Angustias de Valladolid, aparece con la rodilla izquierda apoyada en un peñasco y con actitud claramente declamatoria, estando el rostro y los brazos alzados a modo de súplica en un arrebato de dolor. El cadáver de Cristo descansa en el regazo de María y tiene el brazo derecho posado sobre el muslo derecho de su madre, hallándose un sudario bajo el cuerpo. Aunque de composición en apariencia simple, existen varios matices y contrapuntos que influyen en el espectador a nivel psicológico: pese a ser una imagen frontal debido a su origen como alto relieve en una hornacina, el volumen de ambas figuras es tan pronunciado que las dos sobresalen notablemente del fondo creando fuertes claroscuros, lográndose con la torsión de las cabezas todo un abanico de expresiones que hacen que la pieza posea la misma carga emocional tanto si es contemplada de frente como de lado. Fernández mezcló magistralmente elementos cerrados a nivel compositivo, como el cuerpo inerte de Cristo, de una detallada anatomía en la que se dibuja un arco reforzado por el sudario, con otros de gran abertura típicos del barroco, destacando en este aspecto los brazos alzados y el rostro girado en diagonal de María, lo que provoca que el manto caiga en vertical en la parte posterior, envolviendo artísticamente la obra con finas y delicadas láminas al tiempo que las imágenes, mostradas casi como si de una fotografía se tratase, se desarrollan con gran viveza y naturalidad, haciendo gala de un notable dominio del espacio y contrastando el opulento volumen de los paños de la Virgen con la vulnerable desnudez de Cristo.
La imagen de Jesús, serena y de anatomía muy realista (característica que Fernández procuró plasmar en su etapa de madurez), está influenciada por el clasicismo y se aleja del patetismo propio de esta temática; todo en ella es tranquilidad y resignación ante la tragedia, con el paño de pureza cubriendo la zona genital y ambas piernas dispuestas del mismo modo que los crucificados, estando el torso arqueado en un valiente escorzo. Fernández transmite en esta pieza, marcada por una diagonal desde la mano derecha de María hasta los pies de Jesús (aspecto del gusto barroco), la muerte del cuerpo, luciendo Cristo un vientre dilatado con la herida de la lanza de Longinos bien visible en el costal derecho. La cabeza resulta fiel al modelo creado por el artista en sus imágenes cristíferas, siendo de gran virtuosismo la labor de talla de la barba, dividida en dos y con rizos definidos (rasgo de la última etapa del artista), cayendo sobre el hombro derecho mechones de cabello que en el lado izquierdo montan por encima de la oreja, rasgo inconfundible de Fernández. Con raya al medio, la melena posee unos pequeños mechones sobre la frente, destacando en el rostro unas notables órbitas oculares enmarcando los ojos, elaborados en cristal y con forma de luna creciente, acentuado todo ello por una mirada perdida. La boca se halla a medio abrir y en su interior pueden divisarse los dientes, realizados en hueso, y la lengua, aspecto que constituye una clara reminiscencia del último aliento en la cruz. Las carnaduras son pálidas y en ellas destacan hematomas en tono violeta y diminutos regueros de sangre resaltados mediante el empleo de resina, con el paño de pureza en color azul grisáceo atenuando la desnudez.

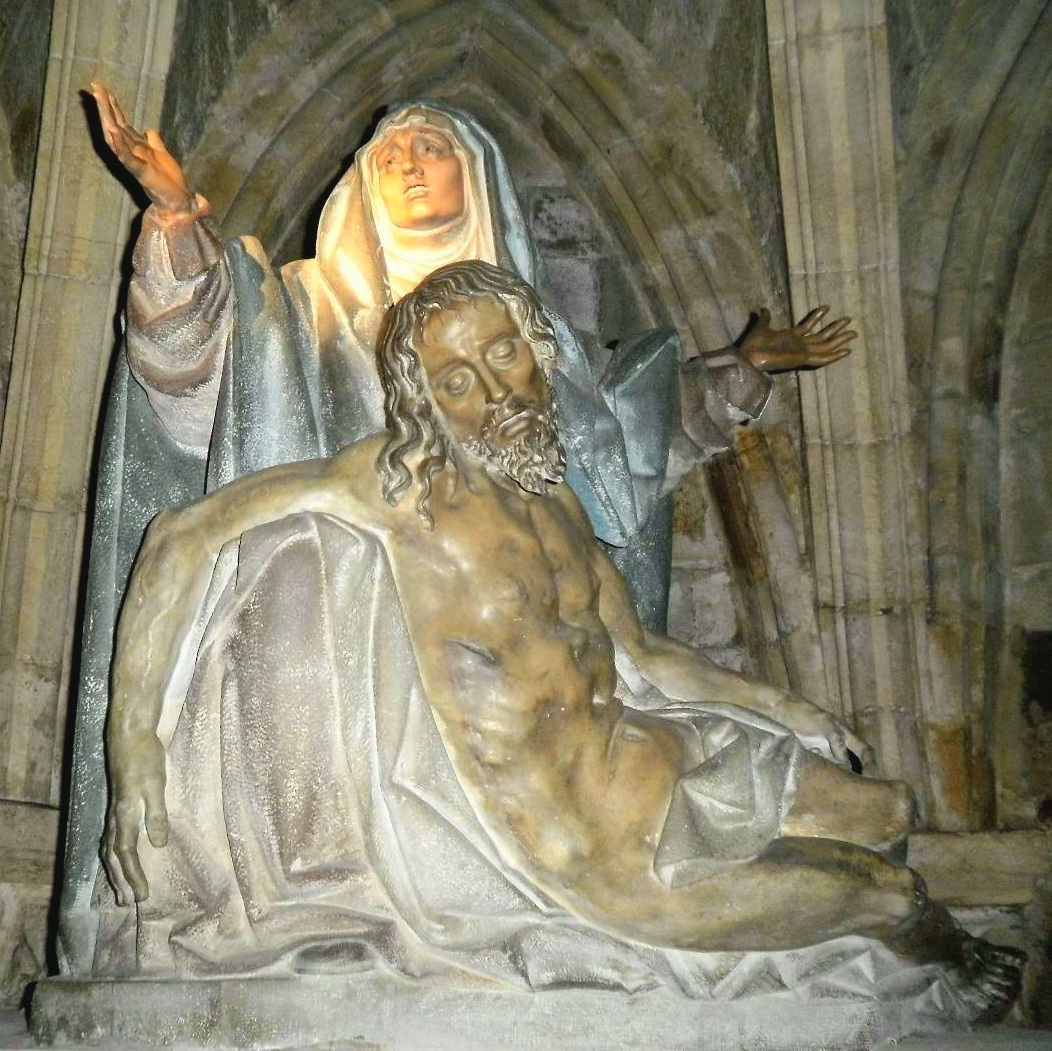
La Quinta Angustia (1943), por Antonio Vaquero. Catedral de Santander.

La frontalidad de Cristo contrasta fuertemente con la movilidad de María, quien eleva los brazos en señal de total desconsuelo, remarcado esto por la tensión de las manos, extendidas y con los dedos firmes y separados en un gesto de imploración. La Virgen figura emocionalmente derrumbada en el instante de mayor dramatismo, logrando mantenerse erguida sobre su rodilla izquierda, sirviendo la derecha como punto de apoyo del cadáver de Jesús, disposición muy estudiada gracias a la cual el cuerpo puede descansar sobre el regazo de María, con el brazo derecho del redentor cayendo artísticamente desde el muslo derecho de su madre. Los ropajes de la Virgen responden al prototipo creado por Fernández: saya interior de lino en color crudo únicamente visible en la zona de los puños, túnica bermellón ajustada con cíngulo a la cintura y con los puños del revés, manto azul ultramar con cenefa, zapatos cerrados de color negro (el derecho visible bajo la túnica), y un juego de tocas del mismo tono que el sayo; una ceñida al rostro y larga hasta el busto, propio de las religiosas, y otra similar a un velo cubriendo enteramente la cabeza y exhibiendo una doblez simétrica en la frente, simulando las dos una muselina ornamentada con un ribete lineal y labradas en forma de láminas las cuales imitan un tejido auténtico, siendo este detalle apreciable también en el manto (la forma de trabajar las tocas terminaría convirtiéndose en la seña de identidad del taller de Fernández).
Los pliegues de los paños sobresalen por su suavidad, lo que diferencia esta pieza de las obras precedentes del entallador, en las que las dobleces son más rígidas y angulosas; este rasgo denota la obsesión de Fernández por buscar un mayor nivel de naturalismo hacia el final de su vida, si bien la parte emocional radica en la cabeza de la Virgen, elevada y con una leve torsión a la derecha. El rostro, clásico y de gran dramatismo, sigue las directrices plasmadas por el escultor en otras tallas femeninas, como por ejemplo Santa Escolástica y Santa Teresa de Jesús en el Museo Nacional de Escultura; Santa Catalina de Siena en la Iglesia de San Pablo de Valladolid; Santa Clara en el Monasterio de la Concepción de Medina de Rioseco; y el grupo Santa Isabel y el Pobre del Convento de Santa Isabel de Valladolid. Destacan en la Virgen unas cejas arqueadas, los párpados levemente bajados, la vista dirigida al cielo, la nariz recta y la boca a medio abrir, luciendo dientes de hueso y ojos de vidrio en pos de un mayor nivel de realismo. En lo tocante a la policromía, esta se ajusta a la estética imperante a comienzos del siglo xvii, con las carnaduras impresas como si fuesen pintura de caballete y las telas dotadas de tonalidades lisas y decoradas únicamente con discretos ornamentos en los bordes.
En cuanto al retablo donde se le rinde culto, este es de estilo clasicista y se compone de un cuerpo con una sola calle, banco y ático. Enmarcada la hornacina por dos pares de columnas con fuste estriado en diagonal y capiteles de orden corintio, el banco posee varias pinturas en las que figuran diversos santos franciscanos, justificado esto por tener como lugar de destino original un convento perteneciente a la orden, mientras que en el ático, bajo un frontón triangular presidido por una imagen pictórica del Espíritu Santo con forma de paloma y enmarcada por grandes pináculos y dos columnas idénticas a las emplazadas en el cuerpo, se halla La imposición de la casulla a San Ildefonso, pintura de Diego Valentín Díaz.: 123 

## Legado
Convertida en un icono vallisoletano, la influencia de la Piedad de San Martín llevó a un buen número de réplicas repartidas por la geografía española y fechadas la mayoría en los siglos xvii y xviii, destacando principalmente la Piedad tallada por José Fernández para Geria y el conjunto de Pedro León Sedano para Villaro, si bien una de las más notables es una copia poco conocida realizada por Antonio Vaquero en 1943 y ubicada en la cripta de la Catedral de Santander, obsequio de Valladolid en memoria de los marineros fallecidos durante la Guerra Civil por ser en aquel entonces provincia hermana de Castilla la Vieja. Sobresale así mismo por ser una de las Piedades más insignes y conocidas de Fernández junto con la creada para el grupo de La Sexta Angustia, teniendo el escultor otras tres en su haber: la de la Iglesia del Carmen de Burgos (1610-1612), la del Monasterio de Santa Clara de Carrión de los Condes (1620) y la de la Iglesia de Santa María de La Bañeza (1628).
La Quinta Angustia participó en la exposición Passio, XVI edición de Las Edades del Hombre celebrada de mayo a diciembre de 2011 en Medina de Rioseco, lugar desde donde fue trasladada a Madrid en agosto para tomar parte el día 19 en el Vía Crucis de la XXVI Jornada Mundial de la Juventud, regresando posteriormente a Medina de Rioseco para seguir participando en la muestra antes de ser conducida a la Iglesia de San Martín (ocasión para la cual la carroza lució el mismo adorno floral que el de la JMJ). Protagonista del cartel de la Semana Santa vallisoletana de 2012, La Quinta Angustia desfila actualmente en la Procesión de la Piedad la medianoche del Miércoles al Jueves Santo, en la Procesión de Penitencia y Caridad la tarde del Jueves Santo, y en la Procesión General de la Sagrada Pasión del Redentor el Viernes Santo.